# Міжнародний кінофестиваль Мангайм — Гайдельберг
Міжнародний кінофестиваль Мангайм — Гайдельберг — (нім. Internationales Filmfestival Mannheim-Heidelberg) — щорічний міжнародний кінофестиваль. Проводиться спільно в містах Мангайм та Гайдельберг на південному заході Німеччини в федеральній землі Баден-Вюртемберг.
Другий, після Берлінського, за часом заснування німецький фестиваль. Уперше відбувся у 1952 році за ініціативою мера Мангайма Германа Гаймеріха у рамках тижня документального кіно. З 1994 року проходить у двох сусідніх містах регіону-метрополісу.
У конкурсній програмі акцентовано на участі робіт незалежних режисерів, прибічників авторського кінематографу. Свого часу, в конкурсній програмі фестивалю, відбулися дебютні покази стрічок Франсуа Трюффо (1959), Райнера Вернера Фассбіндера (1969), Віма Вендерса (1969), Кшиштофа Кесльовського (1975), Джима Джармуша (1980), Атома Егояна (1984), Ларса фон Трієра (1984), Браяна Сінгера (1993), Томаса Вінтерберга (1997), Матіаса Бізе (2003), Раміна Бахрані (2005).
Як гості або члени журі на фестивалі в різні роки були присутніми видатні діячі діячі культури: Марсель Райх-Раніцький, Фріц Ланг, Теодор Адорно, Курт Георг Кісінгер, Бернардо Бертолуччі, Вернер Герцоґ.

## Номінації
- Найкращий фільм
- Приз Райнера Вернера Фассбіндера
- Спеціальний приз журі
- Спеціальна згадка журі
- Приз глядацьких симпатій
- Міжнародна премія кінокритиків ФІПРЕССІ
- Приз екуменічного журі
- Рекомендація-згадка власників кінотеатрів